# Zsanett Kaján
Zsanett Bernadett Kaján (Budapest, 16 settembre 1997) è una calciatrice ungherese, centrocampista del Parma.

## Carriera

### Club e calcio universitario

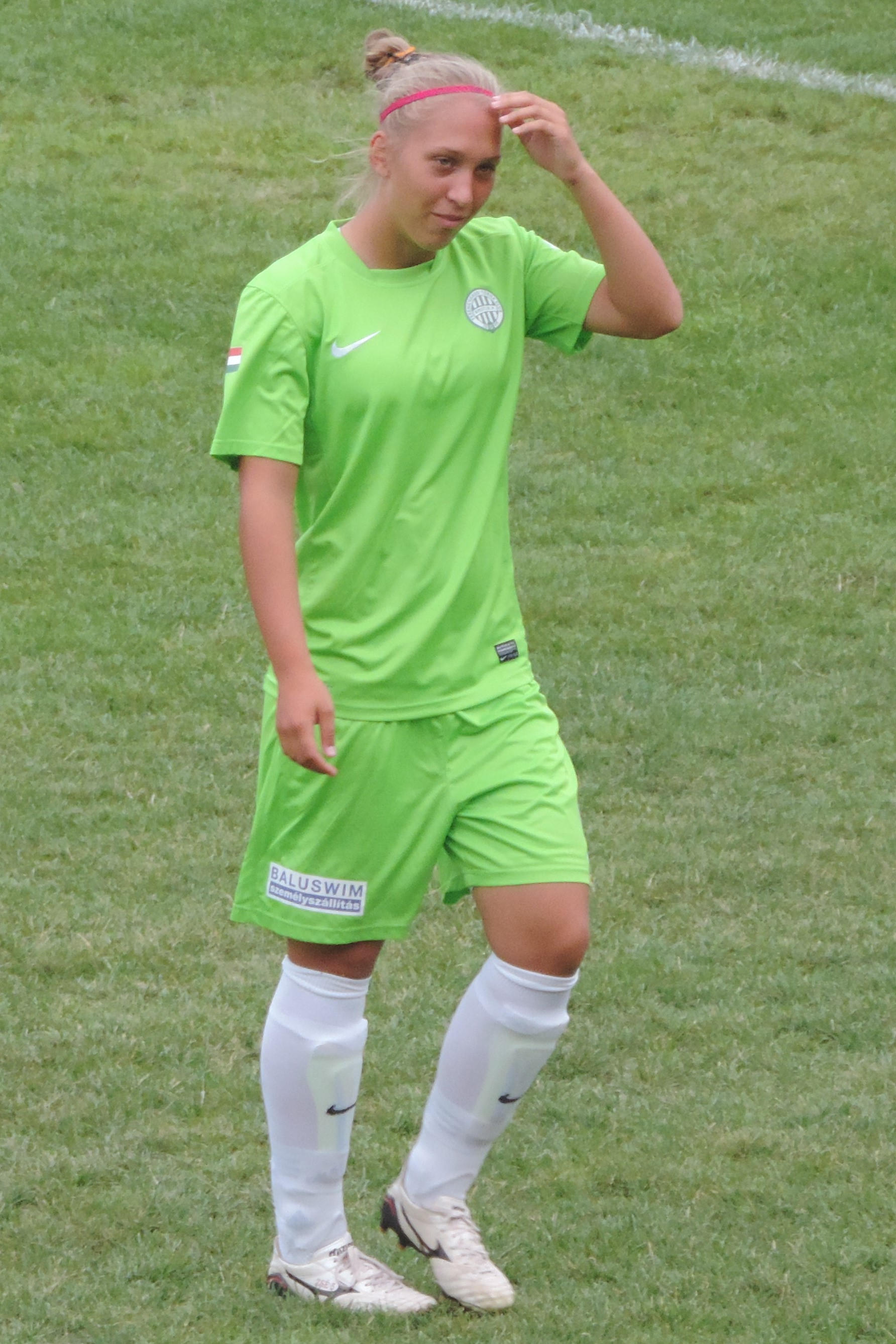
Kaján con la maglia del nell'agosto 2013.

Dall'età di 9 anni Kaján veste la maglia del Ferencváros, iniziando la trafila delle giovanili del club budapestino fino ad essere aggregata alla prima squadra che disputa la Női NB II, secondo livello del campionato ungherese femminile di calcio, dalla stagione 2012-2013. Ha fatto il suo debutto da senior il 14 ottobre 2012, in seconda divisione, nella netta vittoria per 6-0 con le avversarie del Veszprém, dove contribuisce siglando il terzo gol al 61', festeggiando con le compagne al termine del campionato la promozione in Női NB I. Rimasta anche la stagione successiva condivide con le compagne un buon campionato, chiuso al terzo posto, piazzandosi con 9 reti complessive, 8 su azione più un rigore, dietro a Dóra Zeller (17 reti) nella classifica delle migliori marcatrici della squadra, secondo posto condiviso con gli stessi centri con altre due compagne.
Nell'estate 2014 si trasferisce alle campionesse in carica del MTK Hungária, e se alla prima stagione con la nuova maglia trova poco spazio in quella successiva segna 17 gol in 21 partite di campionato, segnando e fornendo un assist nell'andata della finale per l'assegnazione del titolo persa per 3-2 con la sua ex squadra del Ferencváros. Grazie alle prestazioni del MTK in campionato, Kaján ha l'opportunità di disputare la UEFA Women's Champions League, debuttandovi il 9 agosto nella vittoria per 3-0 sulle estoni del Pärnu JK nella fase preliminare di qualificazione dell'edizione 2014-2015, e giocando tutti gli altri 4 incontri, i due con le slovene del Pomurje e le montenegrine dell'Ekonomist, vinti entrambi, e l'andata e ritorno degli ottavi di finale con le austriache del Neulengbach cedendo alle avversarie il passaggio del turno solo ai tempi supplementari.
Nell'estate del 2016 decide di proseguire la sua carriera negli Stati Uniti d'America per approfondire gli studi alla St. John's University a New York, affiancando l'attività formativa a quella sportiva, giocando per la squadra di calcio femminile universitario dell'istituto, le St. John's Red Storm, che disputa la Division I del NCAA Women's Division I Soccer Championship della Atlantic Coast Conference organizzato dalla National Collegiate Athletic Association (NCAA). Nel 2019 è stato nominata miglior attaccante della Lega Universitaria ed è stata anche inserita nella squadra dell'anno. Tra il 2017 e il 2021 con la maglia delle Red Storm Kaján ha siglato 45 reti e fornendo 11 assist in quasi 6 000 minuti di gioco e 86 presenze. È stata inoltre una delle otto giocatrici a segnare più di 40 punti totali nella stagione di calcio femminile NCAA Division I del 2021.
Terminati gli impegni universitari Kaján è stata selezionata all'ottavo posto assoluto nel Draft NWSL 2022 dall'OL Reign, squadra della National Women's Soccer League, firmando un contratto il 20 gennaio 2022 per la stagione entrante più un'opzione per il 2023. l'head coach	Laura Harvey tuttavia nella prima parte della stagione decide di non farla mai scendere in campo, facendole maturare il desiderio di lasciare il club e cogliendo l'opportunità di fare ritorno in Europa trasferendosi nel luglio di quell'anno alla Fiorentina, club italiano in cerca di riscatto dalla deludente stagione appena conclusa. A disposizione del tecnico Patrizia Panico fa il suo debutto in maglia viola e in Serie A già alla 1ª giornata di campionato, risultando determinante nella vittoria esterna per 3-1 con il Milan siglando la doppietta che porta il parziale sul 3-0.
Dopo un semestre in prestito al Como, ove ha collezionato quattro reti e tre assist in 11 presenze, il 24 luglio 2024 viene ceduta a titolo definitivo alla Lazio, neopromossa in massima serie. Segna la sua prima rete in biancoceleste nella gara di Coppa Italia vinta 1-2 sul campo dell'Orobica. Il 5 novembre successivo segna una tripletta, sempre in Coppa Italia, nel 7-2 ai danni del Como.
Il 12 luglio 2025 passa al Parma, neopromosso in Serie A.

## Statistiche

### Presenze e reti nei club
Statistiche aggiornate, parzialmente, al 16 marzo 2025.
| Stagione          | Squadra           | Campionato        | Campionato | Campionato | Coppe nazionali | Coppe nazionali | Coppe nazionali | Coppe continentali | Coppe continentali | Coppe continentali | Altre competizioni | Altre competizioni | Altre competizioni | Totale | Totale |
| Stagione          | Squadra           | Comp              | Pres       | Reti       | Comp            | Pres            | Reti            | Comp               | Pres               | Reti               | Comp               | Pres               | Reti               | Pres   | Reti   |
| ----------------- | ----------------- | ----------------- | ---------- | ---------- | --------------- | --------------- | --------------- | ------------------ | ------------------ | ------------------ | ------------------ | ------------------ | ------------------ | ------ | ------ |
| 2022-2023         | Fiorentina        | A                 | 18         | 7          | CI              | 4               | 1               |                    | -                  | -                  |                    | -                  | -                  | 22     | 8      |
| lug.-dic. 2023    | Fiorentina        | A                 | 6          | 2          | CI              | 1               | 0               |                    | -                  | -                  |                    | -                  | -                  | 7      | 2      |
| Totale Fiorentina | Totale Fiorentina | Totale Fiorentina | 24         | 9          | -               | 5               | 1               | -                  | -                  | -                  | -                  | -                  | -                  | 29     | 10     |
| gen.-giu. 2024    | Como              | A                 | 11         | 4          | CI              | -               | -               | -                  | -                  | -                  | -                  | -                  | -                  | 11     | 4      |
| 2024-2025         | Lazio             | A                 | 17         | 1          | CI              | 4               | 5               |                    | -                  | -                  |                    | -                  | -                  | 21     | 6      |
| 2025-2026         | Parma             | A                 | 0          | 0          | CI              | 0               | 0               | -                  | -                  | -                  | AWC                | 0                  | 0                  | 0      | 0      |
| Totale carriera   | Totale carriera   | Totale carriera   | 52+        | 14+        | -               | 9+              | 6+              | -                  | -                  | -                  | -                  | -                  | -                  | 61+    | 20+    |